# Atlas Copco, Sickla

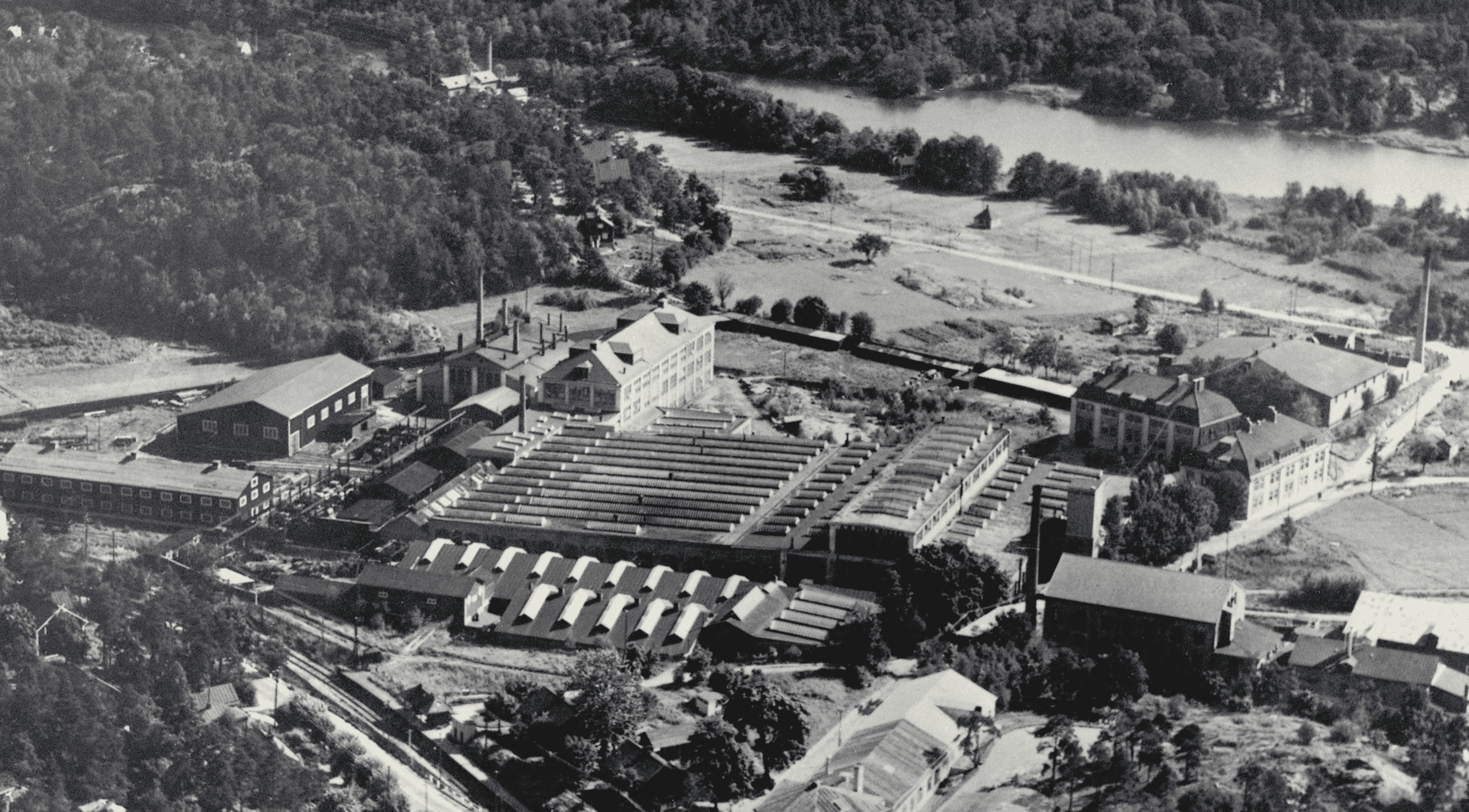
Atlas Diesel AB på 1930-talet.

Atlas Copco i Sickla inledde sin verksamhet 1898 under namnet AB Diesels Motorer på Stora Sicklas gårds mark, i nuvarande Nacka kommun. År 1917 bildades, efter sammanlagning med AB Atlas, Atlas Diesel AB, som producerade bland annat fartygsdieslar. Dieselmotorer tillverkades i Sickla fram till 1951. Därefter inriktades produktionen på främst bergborraggregat och kompressorer. År 1956 ändrades företagets namn till Atlas Copco AB. På 1960-talet hade Atlas Copco omkring 2100 anställda i Sickla. År 1992 flyttades tillverkningen från Nacka till Örebro. Idag (2014) finns bara Atlas Copcos huvudkontor och provgruva kvar i Sickla.

## Historik

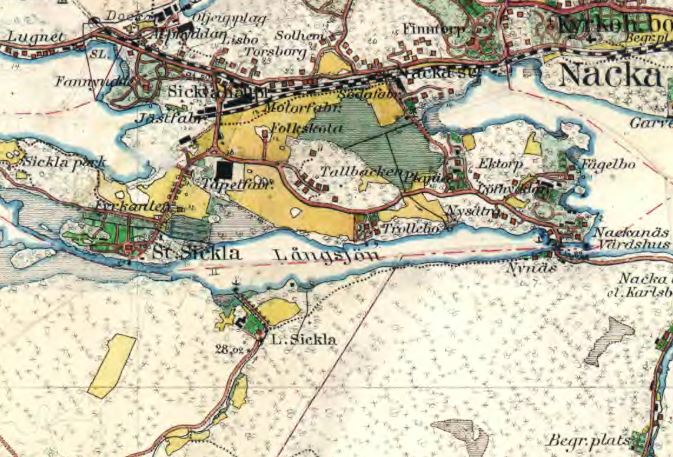
Motorfabriken och stickspåret 1901, samt Stora Sickla och Sicklasjön (Långsjön).

Området där AB Diesels Motorer etablerade sig vid 1890-talets slut tillhörde historiskt godset Stora Sickla. Vid den tiden var Stockholmstraktens storjordbruksepok över, så även för Stora Sickla gård. Marken såldes för exploatering och 1892 hade två av de större lantegendomarna i Nacka, Stora Sickla och Järla gård, förvärvats av Wallenbergägda järnvägsaktiebolaget Stockholm-Saltsjön. 
Avsikten var dels att bygga en järnvägslinje mellan Stockholm och Saltsjöbaden och dels att stimulera etablering av industrier i området, som i sin tur genom godstransporter skulle öka järnvägens lönsamhet. Så blev det också och bland dem som slog sig ner här var AB de Lavals Ångturbin (etablering 1893) i Järla (nuvarande bostadsområdet Järla sjö) och lite längre västerut, vid Sickla, AB Diesels Motorer.
Företaget anlade 1898 sin första verkstadsbyggnad för tillverkning av dieselmotorer strax norr om Sickla gård efter att Rudolf Diesels svenska patent hade inköpts. Med hjälp av ett stickspår fick fabriken kontakt med hela det europeiska järnvägsnätet. Motorerna, huvudsakligen stationära och fartygsdieslar, kunde lastas på järnvägsvagnar inne i fabriken. De första motorerna lämnade fabriken år 1899.
Vid Tallbacken, strax söder om det blivande industriområdet byggdes på 1890-talet bostäder för företagets arbetare och tjänstemän. Det var rödmålade trähuslängor i två våningar med fyra lägenheter i varje och tillhörande trädgårdstäppor. De nuvarande bostadshusen på platsen uppfördes i slutet av 1950- och början av 1960-talet efter ritningar av Sture Frölén.

## Diesels Motorers fartygsdieslar

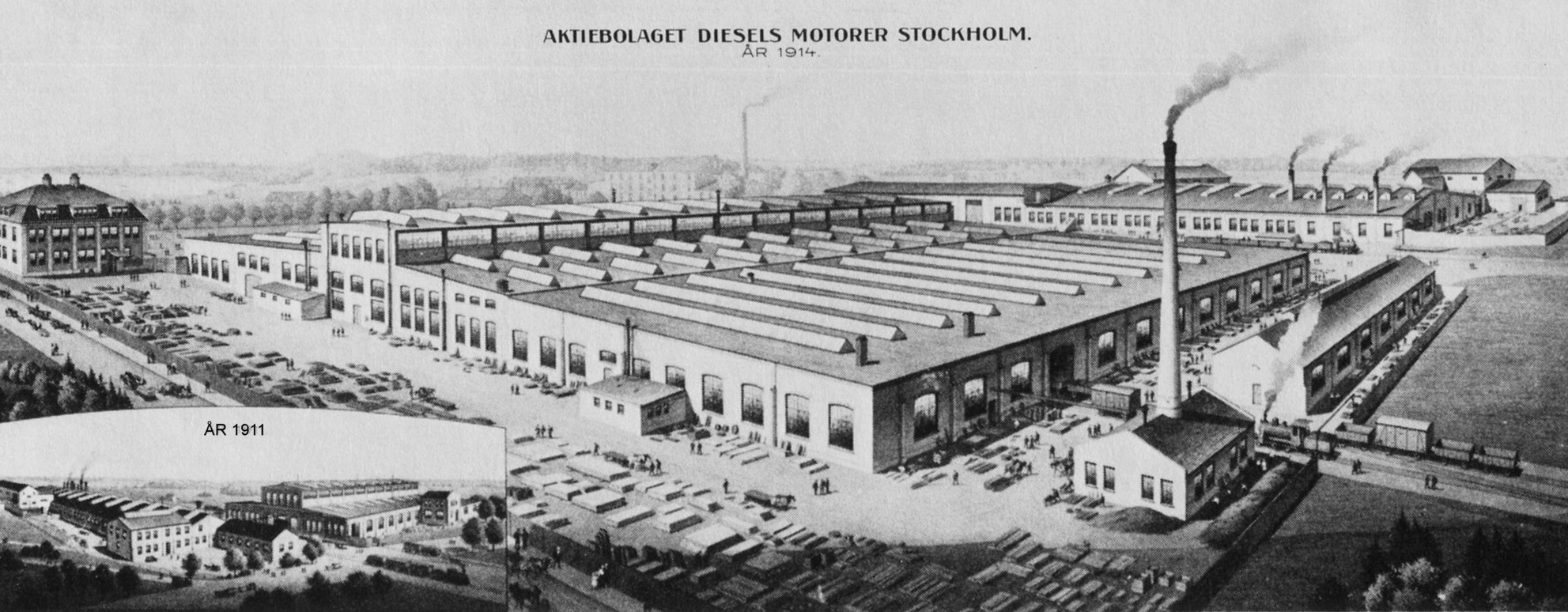
Sammansättningshallen 1914.

Motortillverkningen var till en början blygsam men fick en ny impuls genom Jonas Hesselmans uppfinning från 1906. Han var företagets chefsingenjör och konstruerade ett reversibelt (omvändbart) system som gjorde det möjligt att slå om motorn från fram till back och byta på ett enkelt sätt fartygets färdriktning. Konstruktionen var den första i världen i sitt slag och innebar att man kunde använda dieselmotorer som drivkälla i fartyg.
Ångdriftens tid var förbi och nu öppnades sig en helt ny marknad för motorfabriken i Sickla. Mellan 1908 och 1909 uppfördes början till en stor sammansättningshall, som idag kallas Dieselverkstaden. Byggnaden förstorades i omgångar och hade 1914 planmåtten cirka 70 x 120 meter. Här sammansattes och provkördes fartygsdieslar som vid den tiden var en svensk världsprodukt.

## Frams dieselmotor
| Frams polardiesel och Amundsens telegram |  | Frams polardiesel och Amundsens telegram |
| Frams polardiesel och Amundsens telegram |  |                                          |

En historisk händelse som fick stor betydelse och reklamvärde för AB Diesels Motorer var Amundsens Sydpolsexpedition 1910–1912. För resan till och från antarktis användes specialbyggda Fram, som var ett segelfartyg men hade utrustats med en marindiesel från fabriken i Sickla. Motorn var på 180 hk och fungerade mycket tillfredsställande. Dieselmaskinen hade monterats av Knut Sundbeck från Diesels Motorer, han medföljde även expeditionen till Sydpolen, som ende svensk i en annars helnorsk besättning. Fartyget och motorn sattes på hårda prov i den svårforcerade drivisen men Roald Amundsen var belåten. På hemväg telegraferade han den 13 mars 1912 från Hobart i Tasmanien: Dieselmotor excellent. Amundsen.
Efter framgången med dieseln fick samtliga bolagets motorer tillägget ”Polar”. Amundsens bedrift och motorns goda egenskaper bidrog till att nya order strömmade in till fabriken i Sickla vilket medförde att personal- och anläggningsresurser utökades kraftigt.

## Samgående med Nya AB Atlas till Atlas Diesel

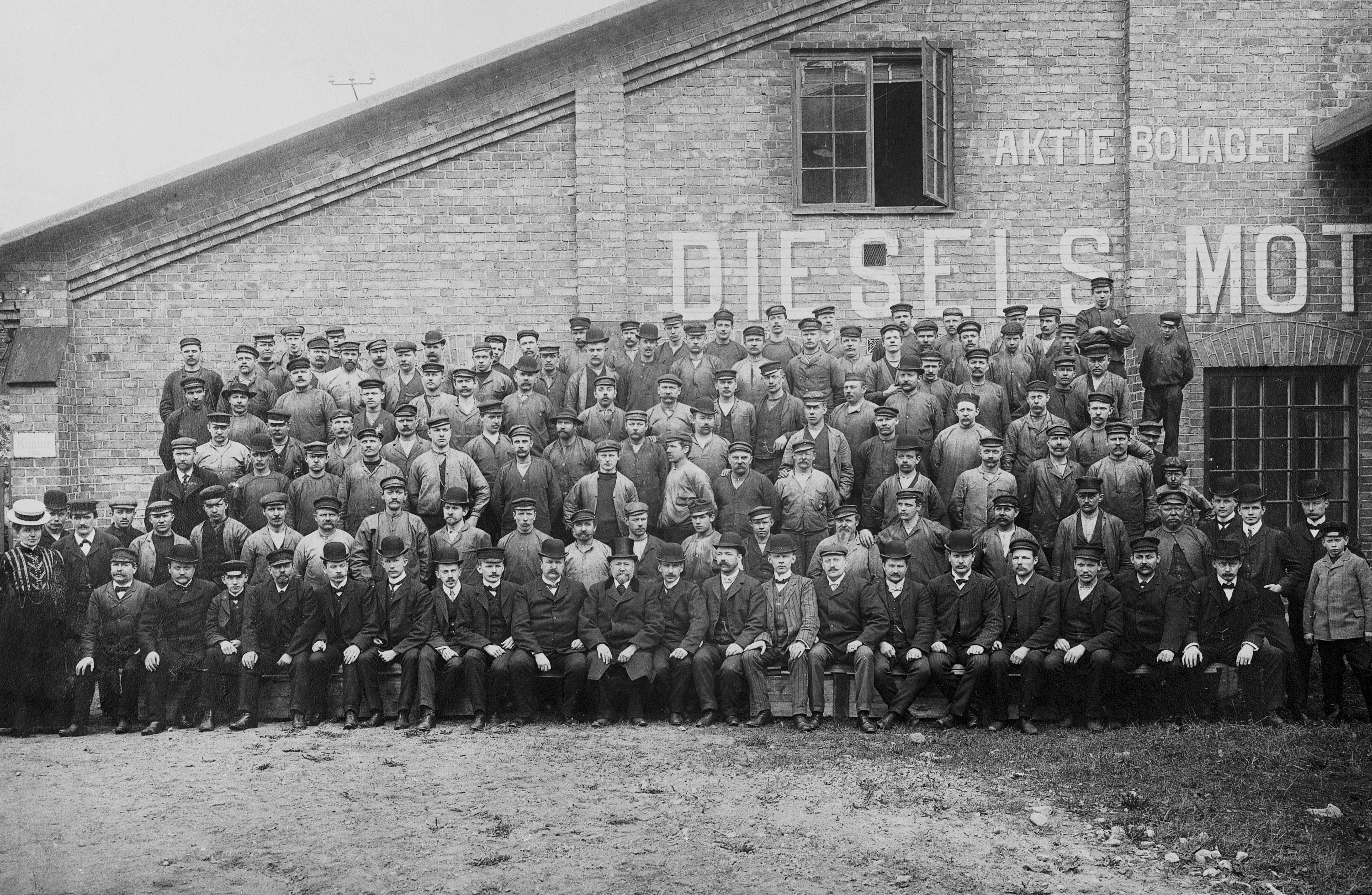
Personal vid AB Diesels Motorer på 1920-talet.

Redan på ett tidigt stadium fanns ett visst samarbete med Nya AB Atlas, som hade sin tillverkning vid Barnhusviken nära Rörstrand, på nordvästra Norrmalm (nuvarande Atlasområdet i Vasastan) och 1913 beslöt företagen att gemensamt etablera sig på den ryska marknaden. År 1913 byggdes Tekniska kontoret med rum för tjänstemän och chefer efter ritningar av arkitekt Albin Brag. I huset låg även ritavdelningen. Byggnaden är bevarad, men senare påbyggd.
Diesels Motorer och Atlas gjorde under första världskriget goda exportvinster. Båda företagen kontrollerades av finansfamiljen Wallenberg som 1917 fattade beslut om sammanslagning och bilda ett nytt företag, Atlas Diesel AB. Samma år uppfördes ytterligare en kontorsbyggnad (numera riven).
År 1927 koncentrerade företaget hela sin verksamhet till fabrikerna i Sickla. Det tillkom flera nya byggnader, bland annat den stora så kallade ”Luftverkstaden” där man tillverkade tryckluftsmaskiner, främst bergborraggregat och kompressorer. I slutet av 1930-talet skedde en på- och tillbyggnad där exteriören fick ett funktionalistiskt utseende. Verkstadsplanen (idag Marcusplatsen, uppkallad efter Marcus Wallenberg) mellan byggnaderna omvandlades till en liten park med björkar, gräsmattor och blomsterrabatter. 
År 1938 anlades Atlas Copcos provgruva i berget 20 meter under mark och mitt inne i industriområdet. Gruvan under Sickla växte så småningom till att omfatta tre kilometer tunnlar i två plan: 20 respektive 40 meter under jord. Här testade och demonstrerade Atlas Copco sina bergborrar och gruvmaskiner under realistiska förhållanden. På 40-metersnivån pågår fortfarande idag arbetet med hemliga tester, medan 20-metersnivån har gjorts tillgänglig för allmänheten.
Efter andra världskriget anställdes mycket ny personal, bland annat många italienska invandrare, som bildade en egen klubb. 1948 omfattade fabriksområdet hela 210 000 m². Samma år såldes dieselmotortillverkningen till Nydqvist & Holm AB i Trollhättan. Den sista dieselmotorn som tillverkades i Sickla levererades till Slite den 1 februari 1951. Totalt tillverkades 5447 dieslar i Sickla.

### Historiska bilder

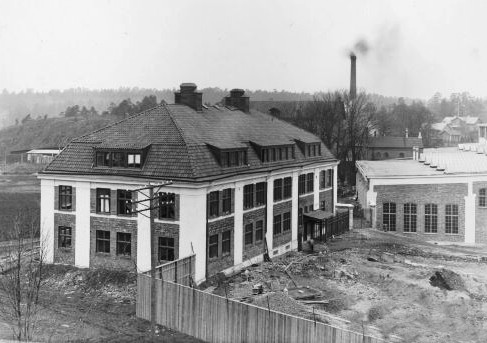
Tekniska kontoret 1913
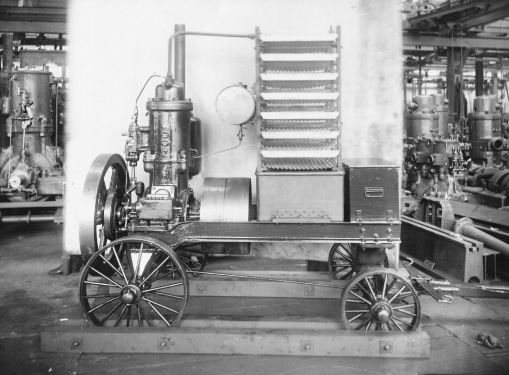
Företagets kompressor ca 1915
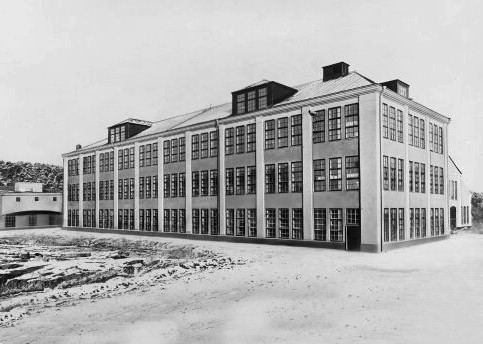
Luftverkstaden 1928
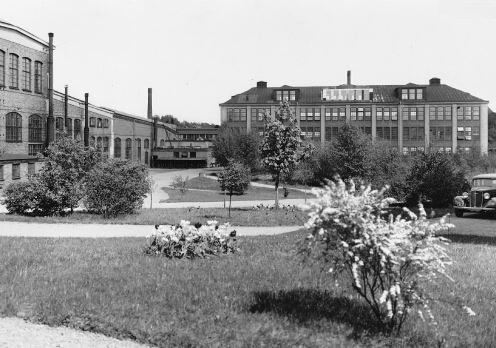
Marcusplatsen 1935
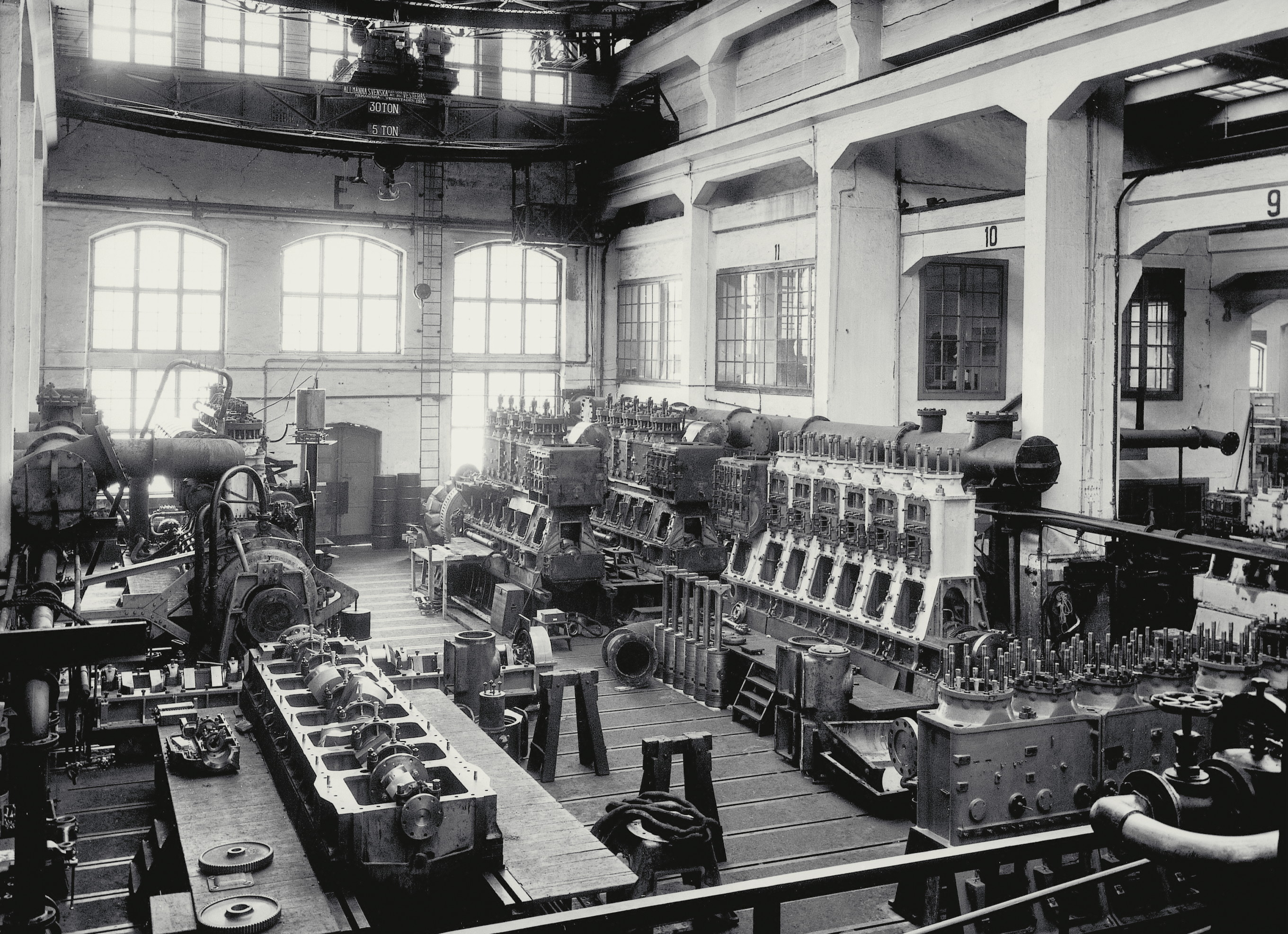
Dieselverkstaden 1937
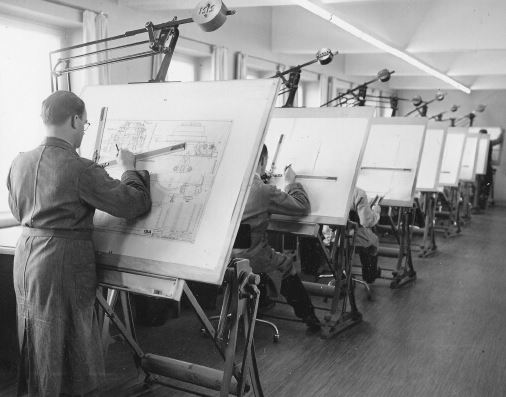
Ritkontoret 1940-tal
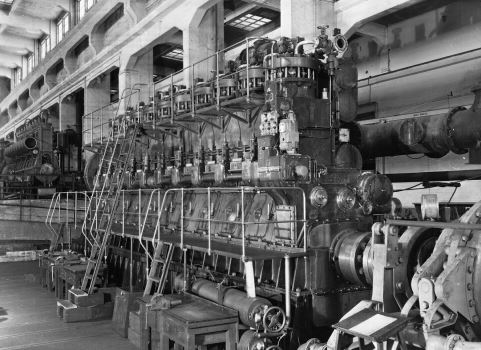
Företagets sista diesel, 1951
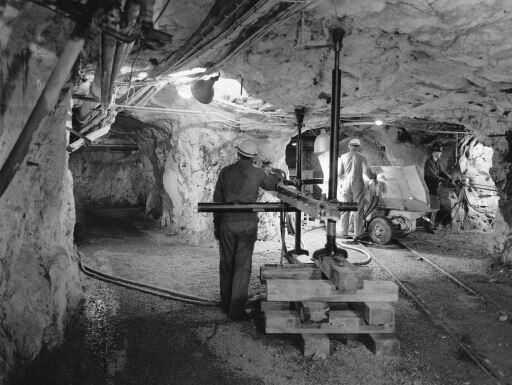
Provgruvan 1966

## Atlas Copco bildas

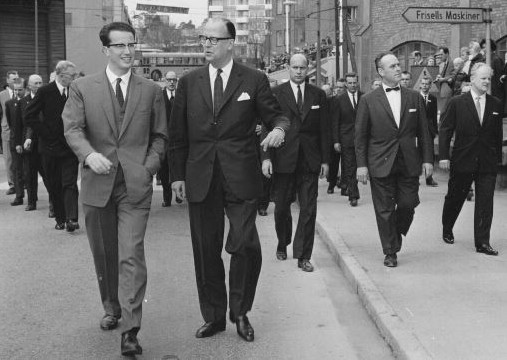
Kurt-Allan Belfrage (t.h.) visar fabriken för kung Baudouin av Belgien, 1964.

Sedan dieseltillverkningen lagts ner ändrades företagsnamnet 1956 till Atlas Copco. "Copco" efter ett belgiskt dotterbolag (Compagnie Pneumatique Comerciale). Under 1950-talet växte Atlas Copcos export explosionsartat och hela världen blev företagets marknad. Verkställande direktör under denna period var Walter Wehtje. Under hans ledning ökade årsomsättningen från 22 till 315 miljoner kronor, antal dotterbolag från 8 till 24 och anställda globalt från 1500 till 6000. I Sickla hade man i början av 1960-talet omkring 2100 medarbetare.
Wehtje efterträddes 1957 av Kurt-Allan Belfrage, som  satte fokus på forskning och utveckling. Han presenterade även stora moderniserings- och expansionsplaner för produktionsanläggningarna. Den oljefria kompressorn introducerades och öppnade upp för en helt ny marknad.
Företaget hade växt ur sina gamla kontorslokaler och ett nytt huvudkontor började projekteras. Byggnadsarbetena påbörjades 1954 och två år senare togs huvudkontoret i bruk som blev tillbyggt 1961. Arkitekt var Karl G.H. Karlsson.
År 1967 byggdes den påkostade Expo-hallen efter ritningar av arkitekt Bengt Hidemark. Expon byggdes som en utställningslokal för Atlas Copcos produkter. Utställningsbyggnaden innehöll demonstrationshall, verkstäder, biograf och utrymmen för konferens och möten samt mindre representationstillställningar. Byggnaden hade även hissförbindelse med Atlas Copcos provgruva.

## Nedläggning i Sickla och ny verksamhet
År 1992 flyttades tillverkningen från Nacka till Örebro. Företagets huvudkontor blev dock kvar och industrilokalerna hyrdes ut till olika verksamheter, bland annat Sickla Stormarknad. Frågan var om industriområdet skulle rivas eller om man skulle försöka att återanvända byggnaderna för andra ändamål. 
År 1997 förvärvades Atlas Copcos tidigare industriområde av Ljungberggruppen (idag Atrium Ljungberg) som ville omgestalta det till ett köpcentrum och en mötesplats för människor. För ombyggnaden av den gamla A- och B-hallen/sammansättningshallen (numera Dieselverkstaden) till ny verksamhet som kulturellt centrum svarade Nyréns arkitektkontor. Vidare påbyggdes bland annat Luftverkstaden med två våningar. Ombyggnaden belönades år 2001 med Svenska Byggmästareföreningens ROT-pris för bästa om- och tillbyggnadsprojekt. Utbyggnaden fortsatte 2002 med om- och tillbyggnad av "Planiahuset" (från 1970-talet) i östra delen av området. Den första delen av Sickla galleria, som nu är centrala delen i Sickla köpkvarter, invigdes 2005 i en ombyggd verkstadshall närmast Saltsjöbanan. För denna ombyggnad vann Nyréns Arkitektkontor 2006 ROT-priset. Samma år som Atrium Ljungberg bildades 2007 slutfördes ytterligare en utbyggnad, en stor nybyggnad kallad "Handelshuset". Senaste utökningen av Sickla köpkvarter, som invigdes 2009, innebar att den så kallade "Simbaverkstaden" från 1960 rivits och ersatts med en nybyggnad kallad "Simbahuset".
Expon från 1967 fick 2012 en förbindelsebyggnad till intilliggande Tekniska kontoret från 1913 och innehåller idag möbelvaruhuset Svenssons i Lammhult. Atlas Copcos gamla huvudkontor har byggts på med fyra våningar och hyrs ut som kontor till olika företag. Atlas Diesels första verkstadshall från 1898 revs 2018. Flera av de gamla byggnaderna har av kommunen klassats som "mycket värdefulla", exempelvis Dieselverkstaden, Luftverkstaden, Expon och Atlas Copcos gamla huvudkontor.
Atlas Copcos nya globala huvudkontor på Sickla Industriväg 19 blev inflyttningsklart år 2011. Huset har en yta av 20 000 m² och projekterades av konsultföretaget Sweco. Här ryms även kontorslokaler för fastighetsägaren Atrium Ljungberg. De övriga byggnaderna har blivit renoverade och anpassade för detaljhandelsändamål inom Sickla Köpkvarter som omfattar idag (2013) en handelsyta av 76 000 m². Av Atlas Copcos gamla verksamhet återstår företagets globala huvudkontor och provgruvan som ligger under köpcentrumet.

### Nutida bilder, exteriör

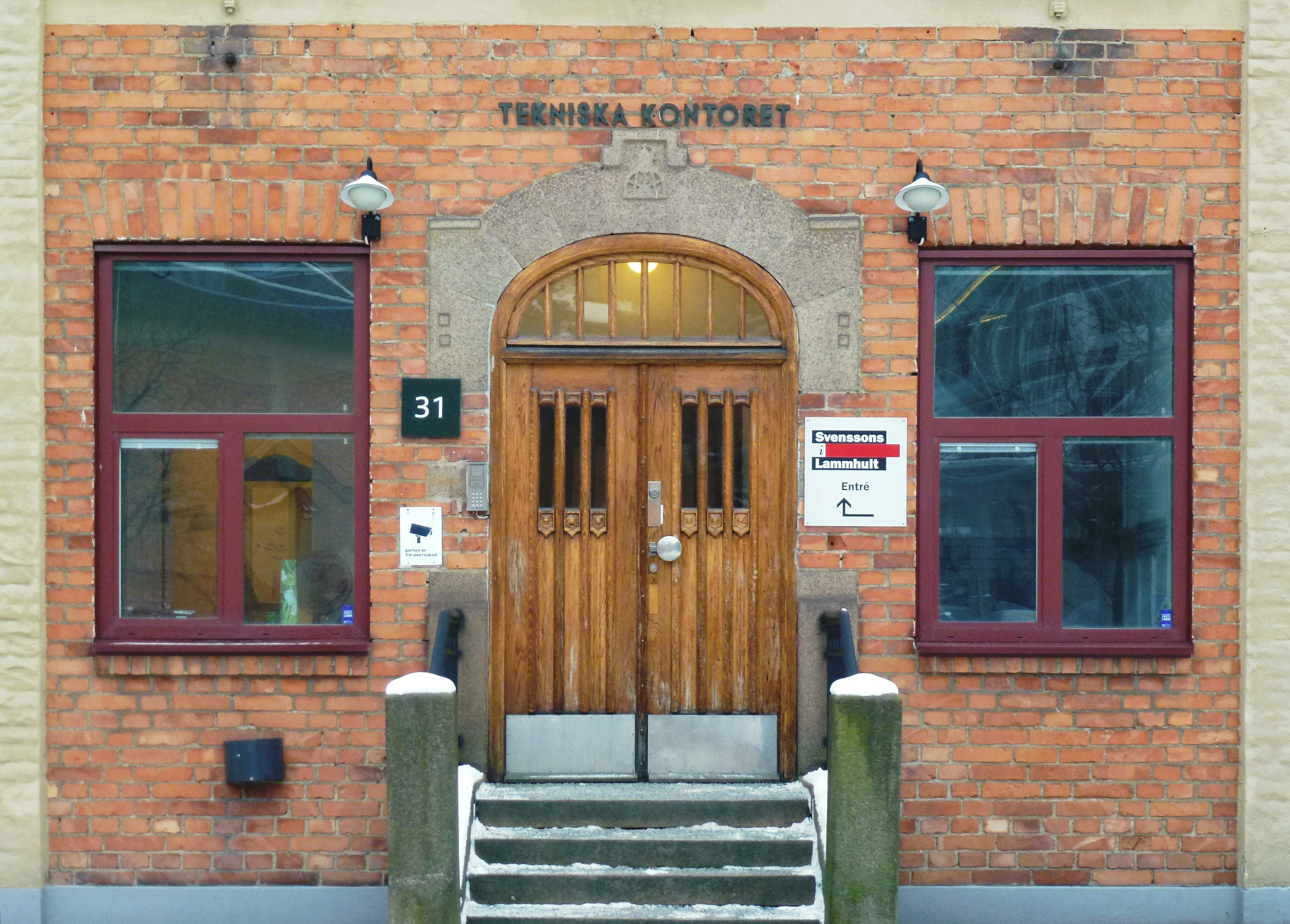
Tekniska kontorets entré
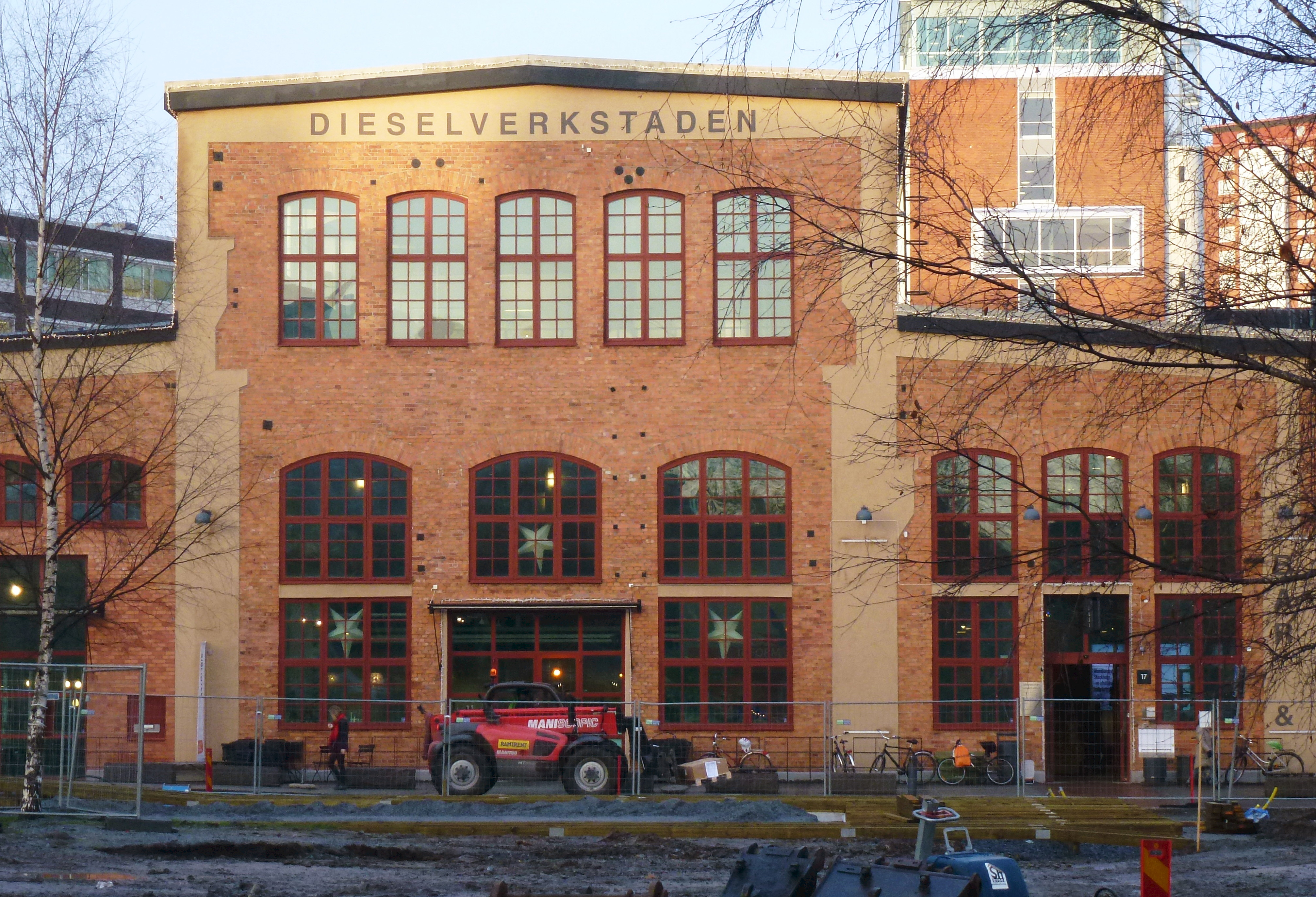
Dieselverkstaden, fasad mot syd
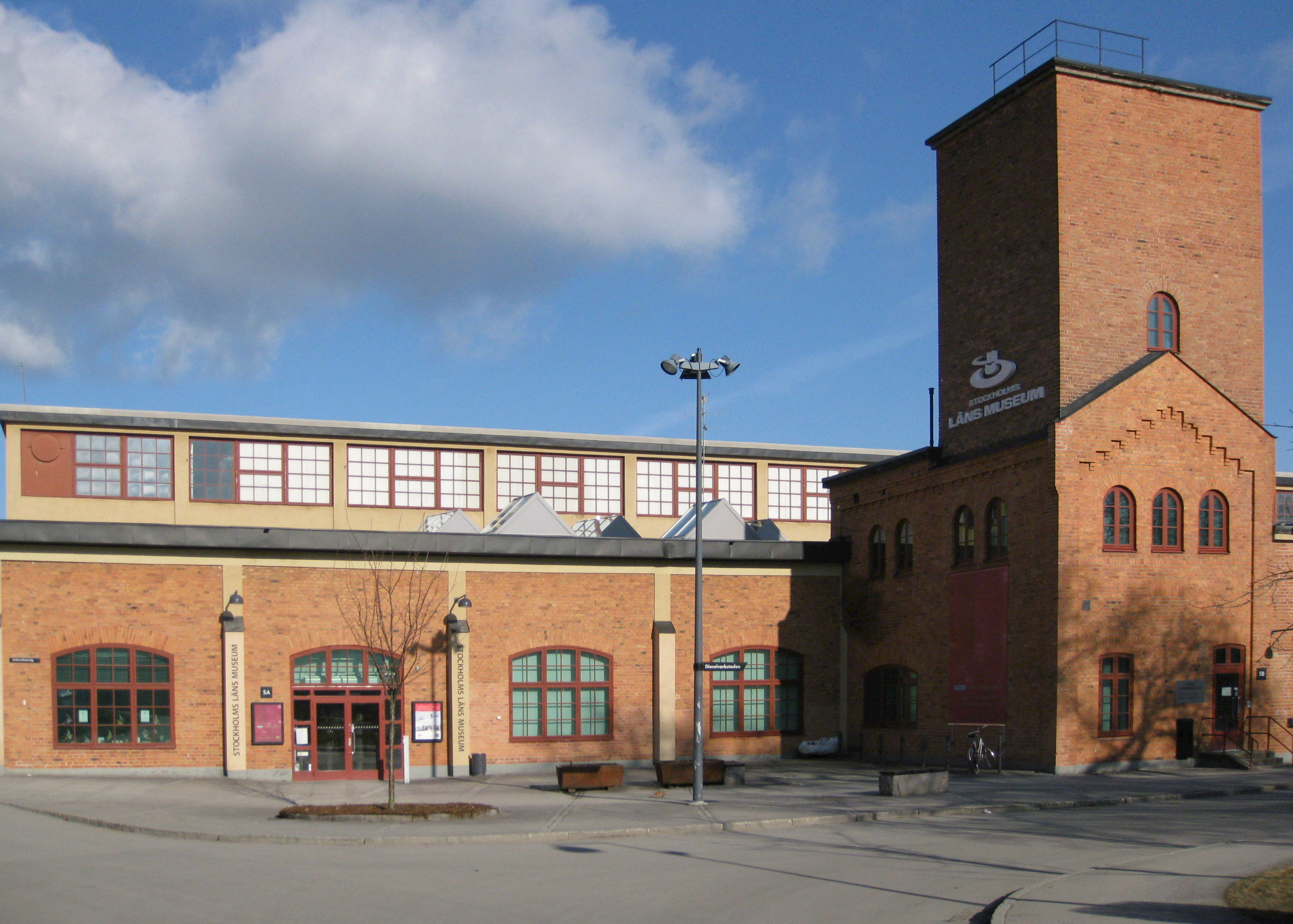
Dieselverkstaden, fasad mot norr
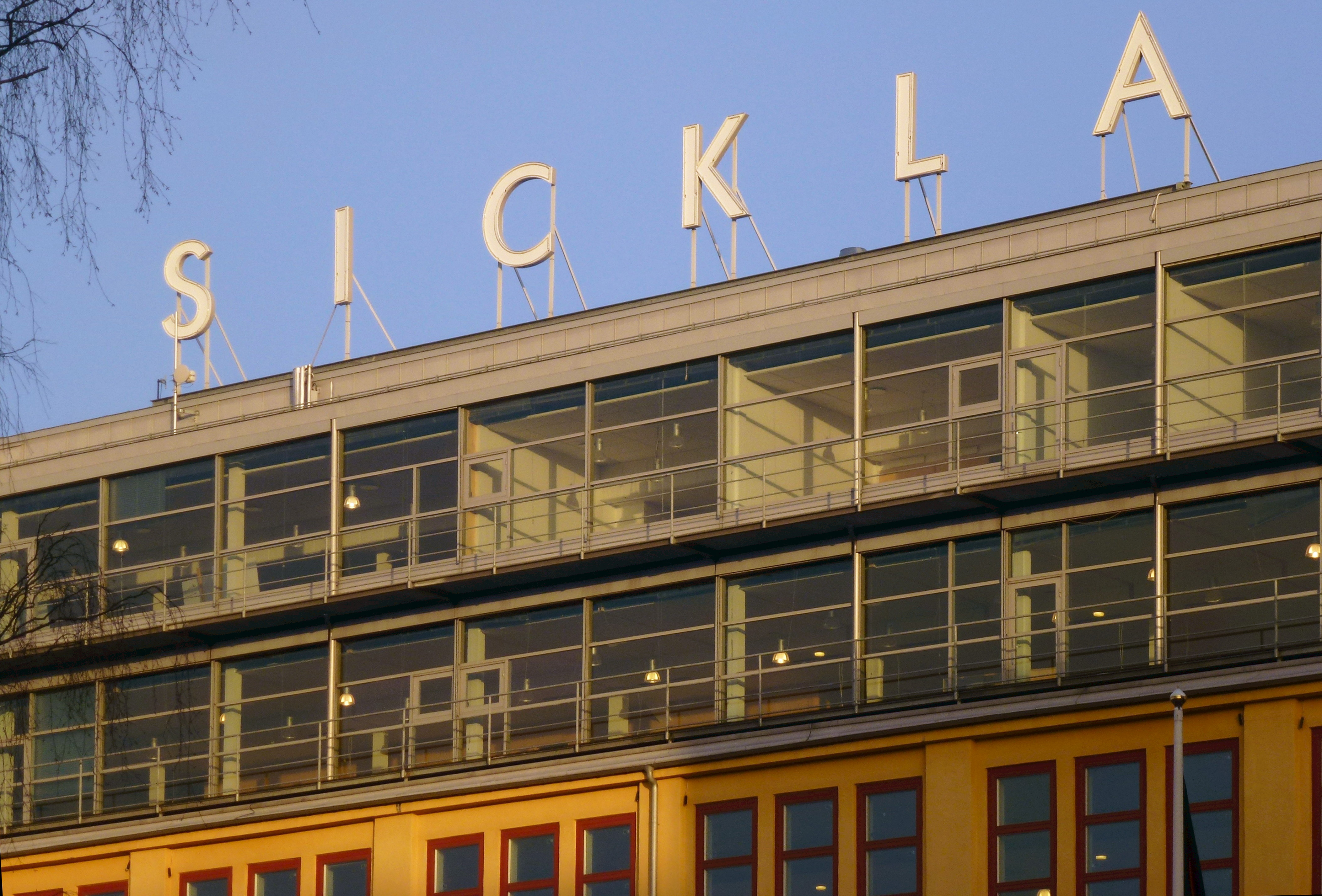
Luftverkstaden med påbyggnad
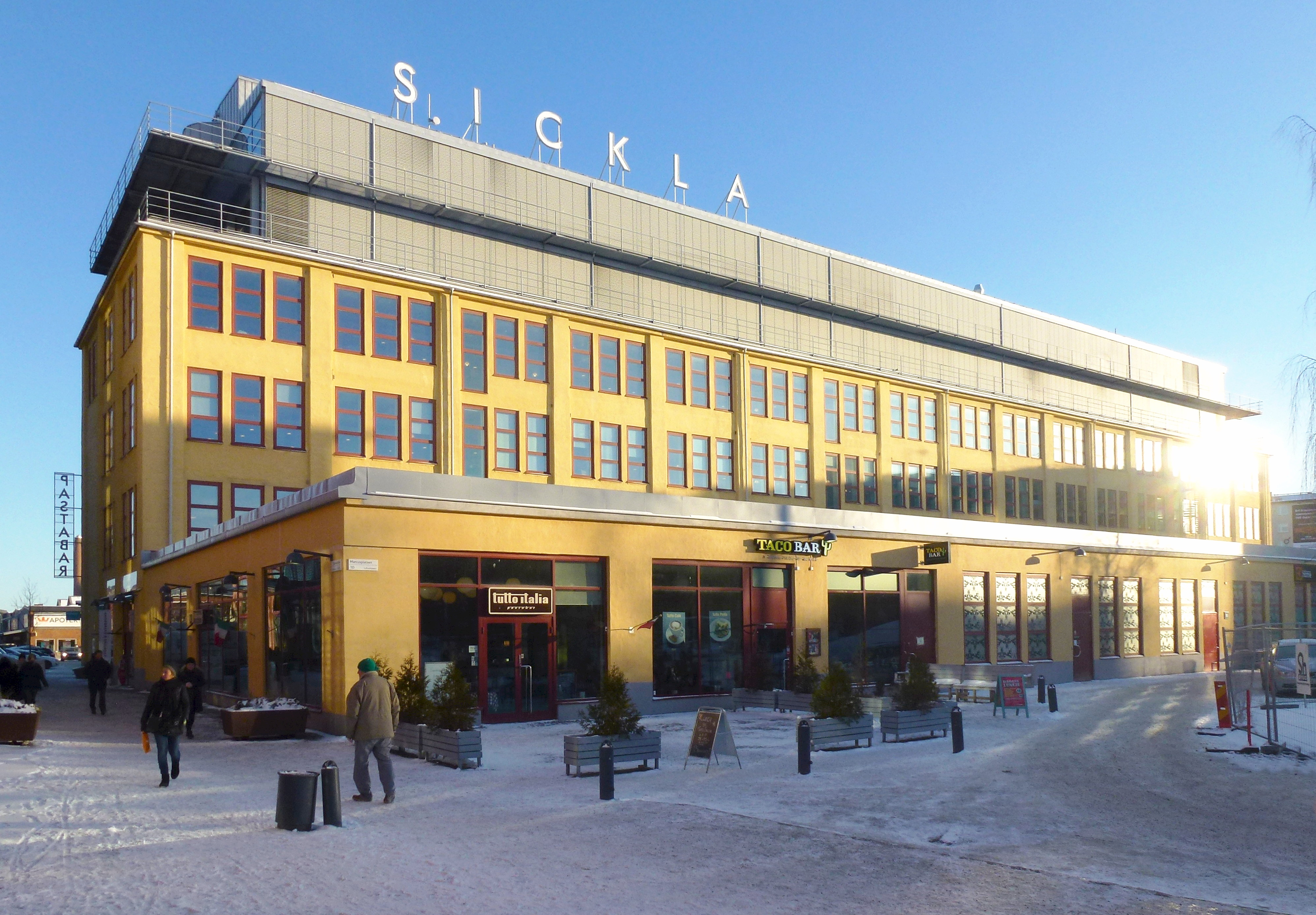
Luftverkstaden med påbyggnad
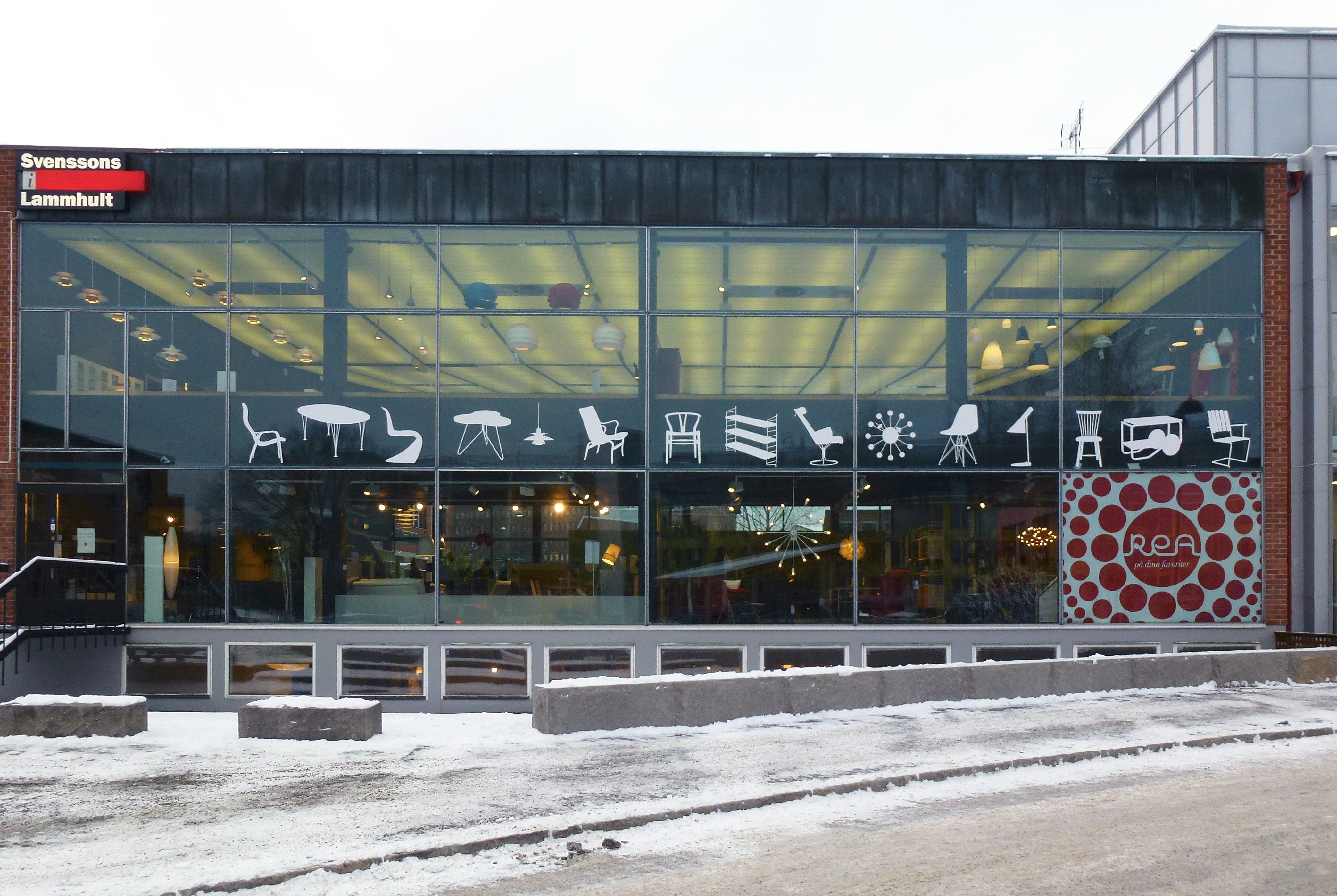
Expon, fasad mot Marcusplatsen
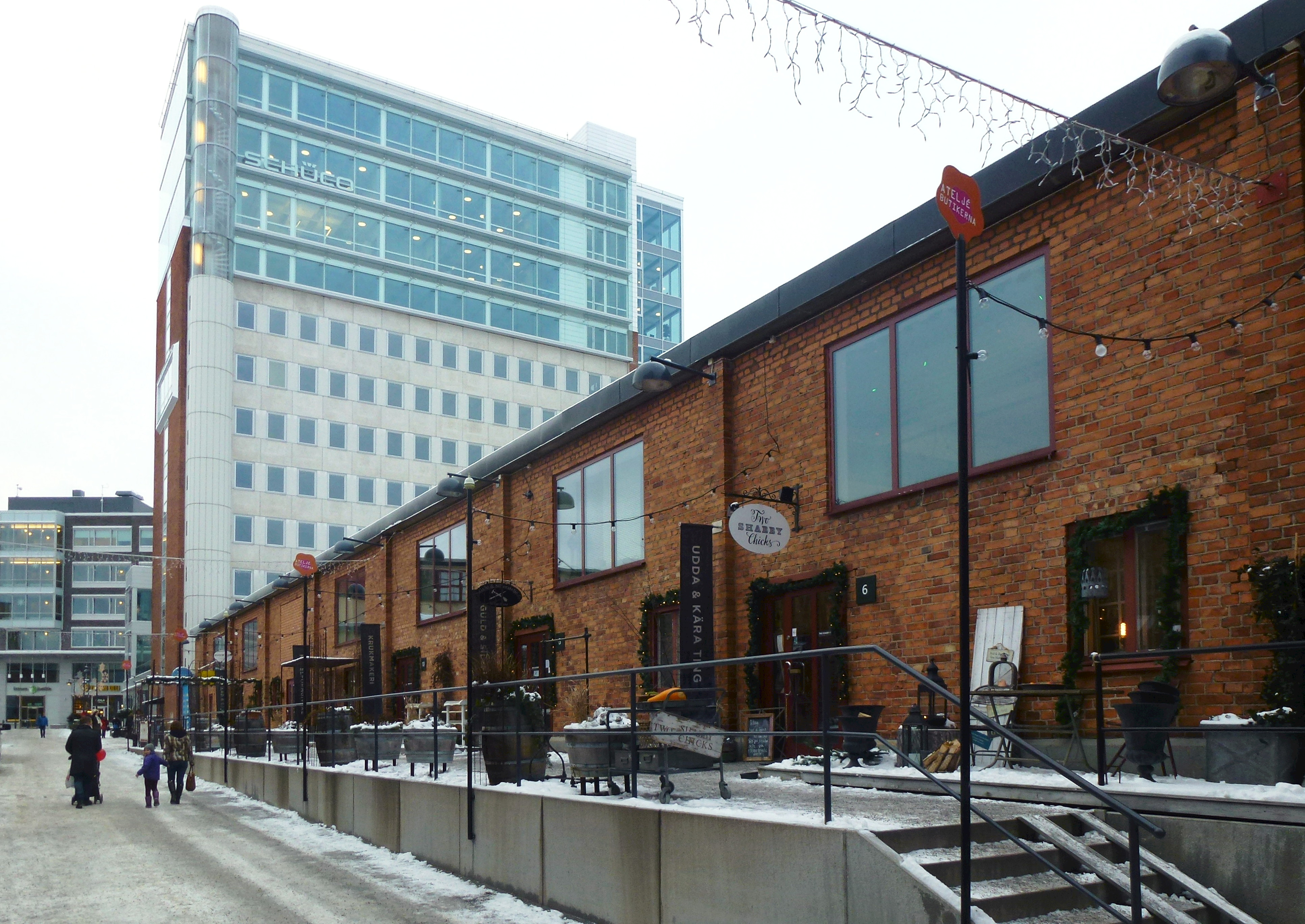
Verkstaden från 1898 (riven 2018) och Atlas Copcos gamla huvudkontor från 1954, påbyggt med fyra våningar
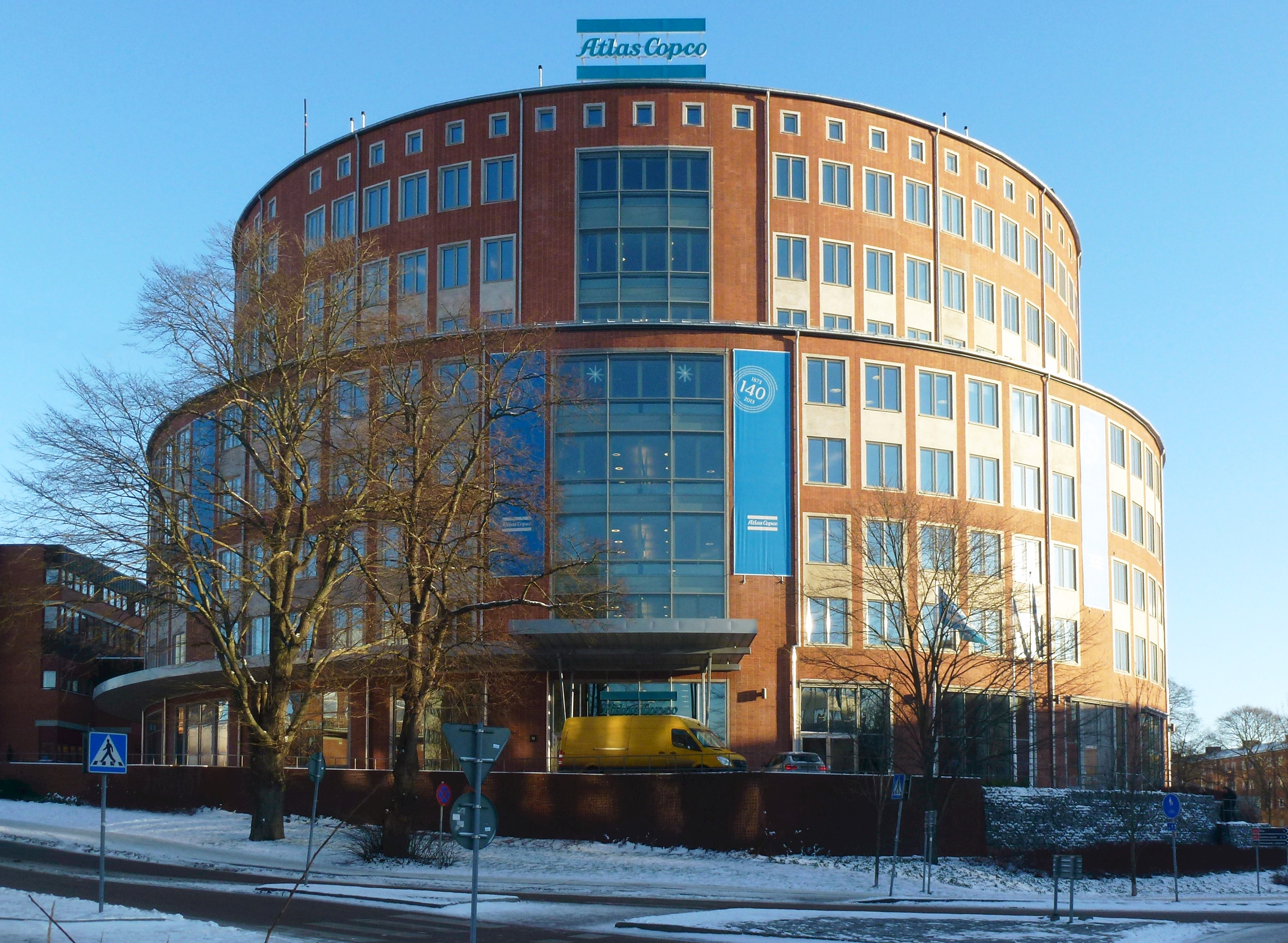
Atlas Copcos nya huvudkontor

### Nutida bilder, interiör

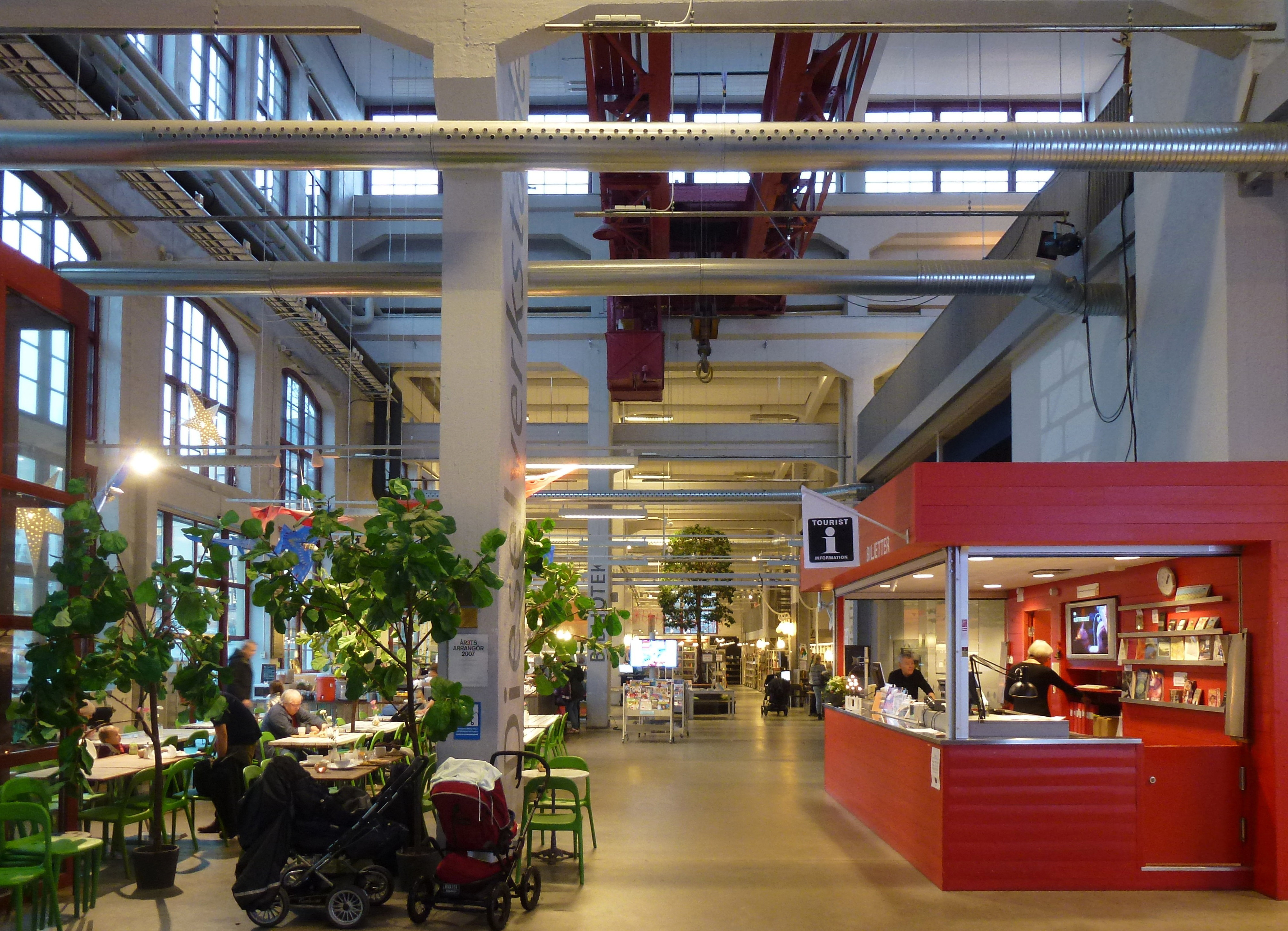
Dieselverkstaden, infocenter
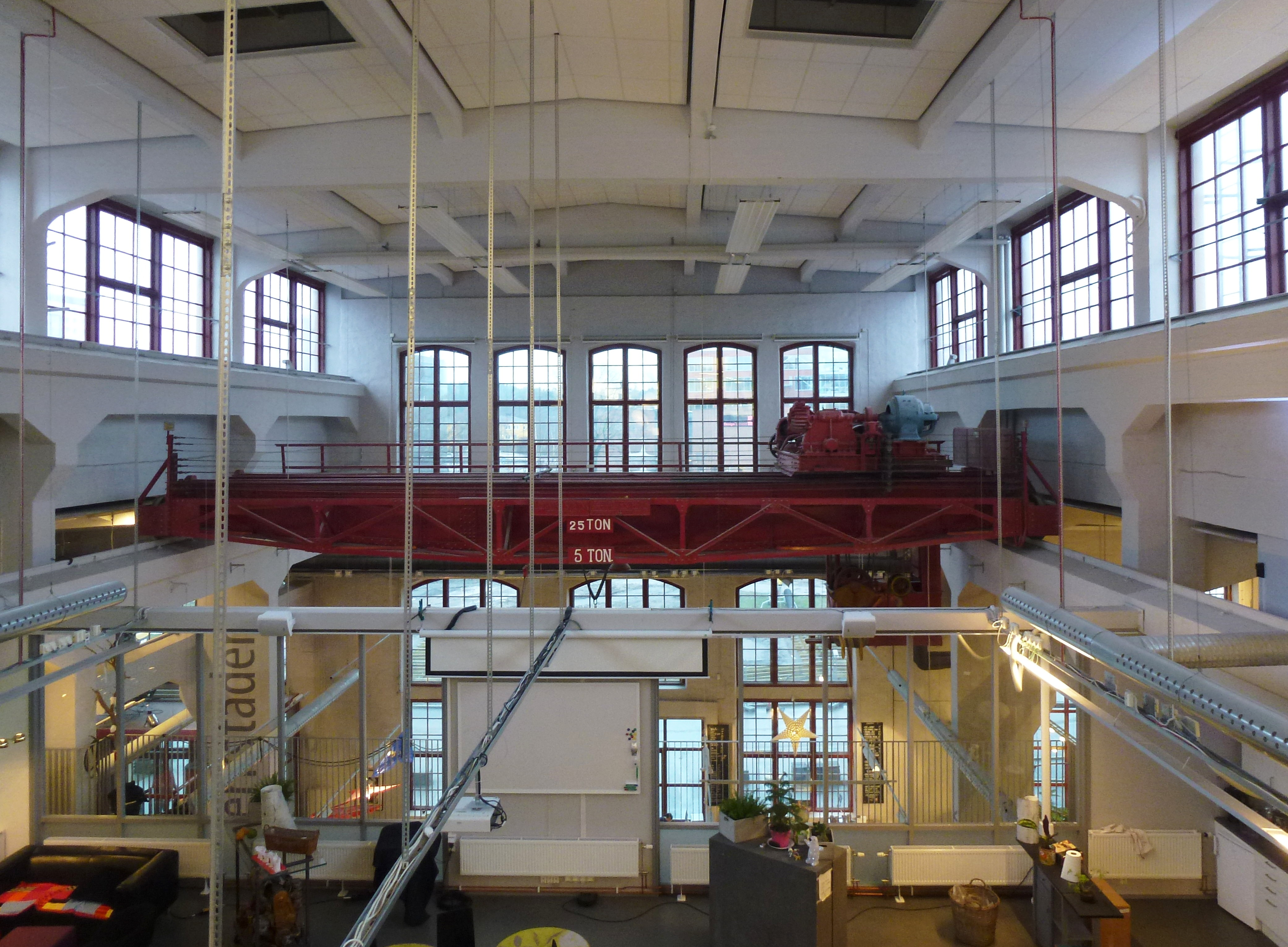
Dieselverkstaden, traversen
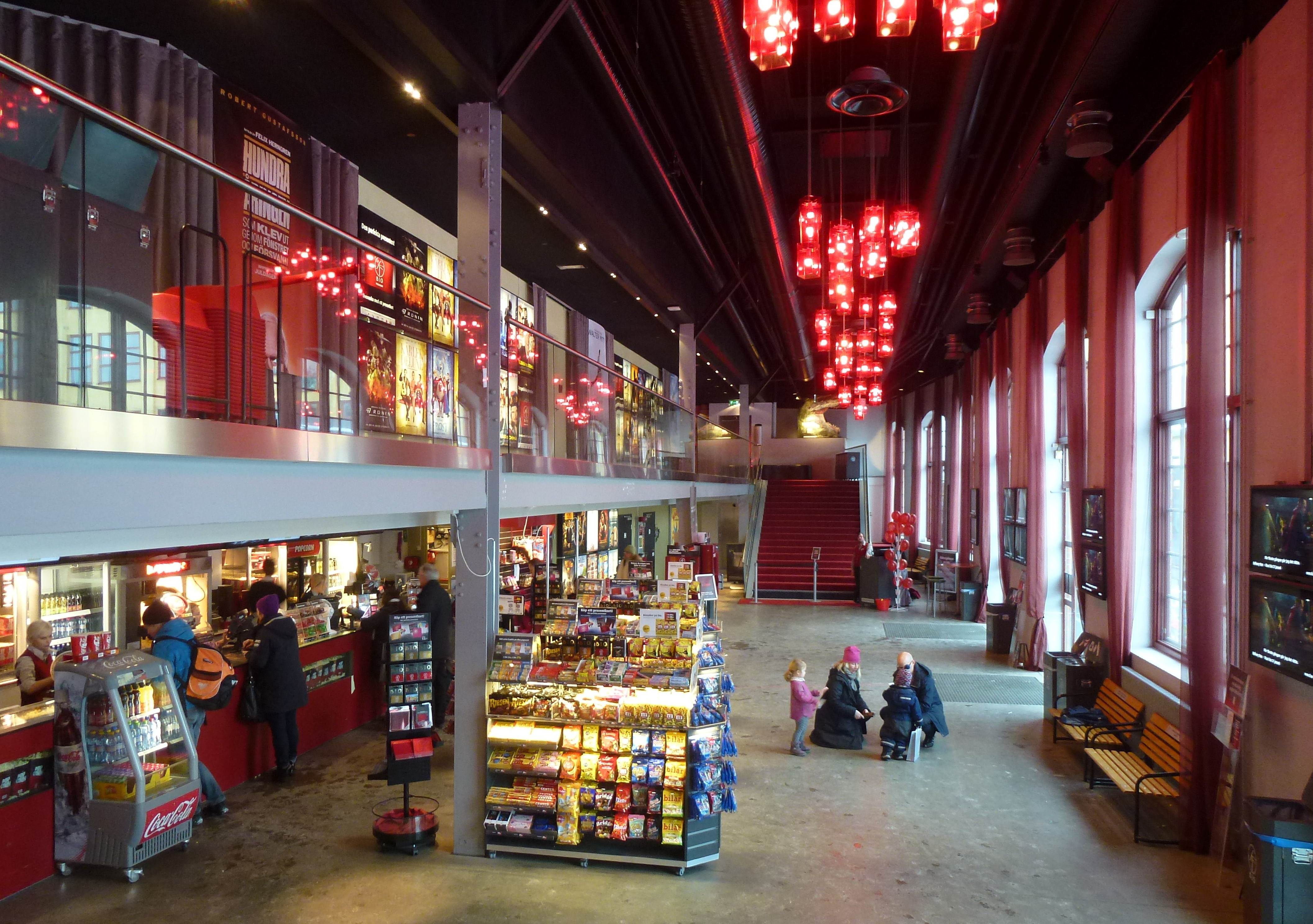
Dieselverkstaden, Filmstaden Sickla
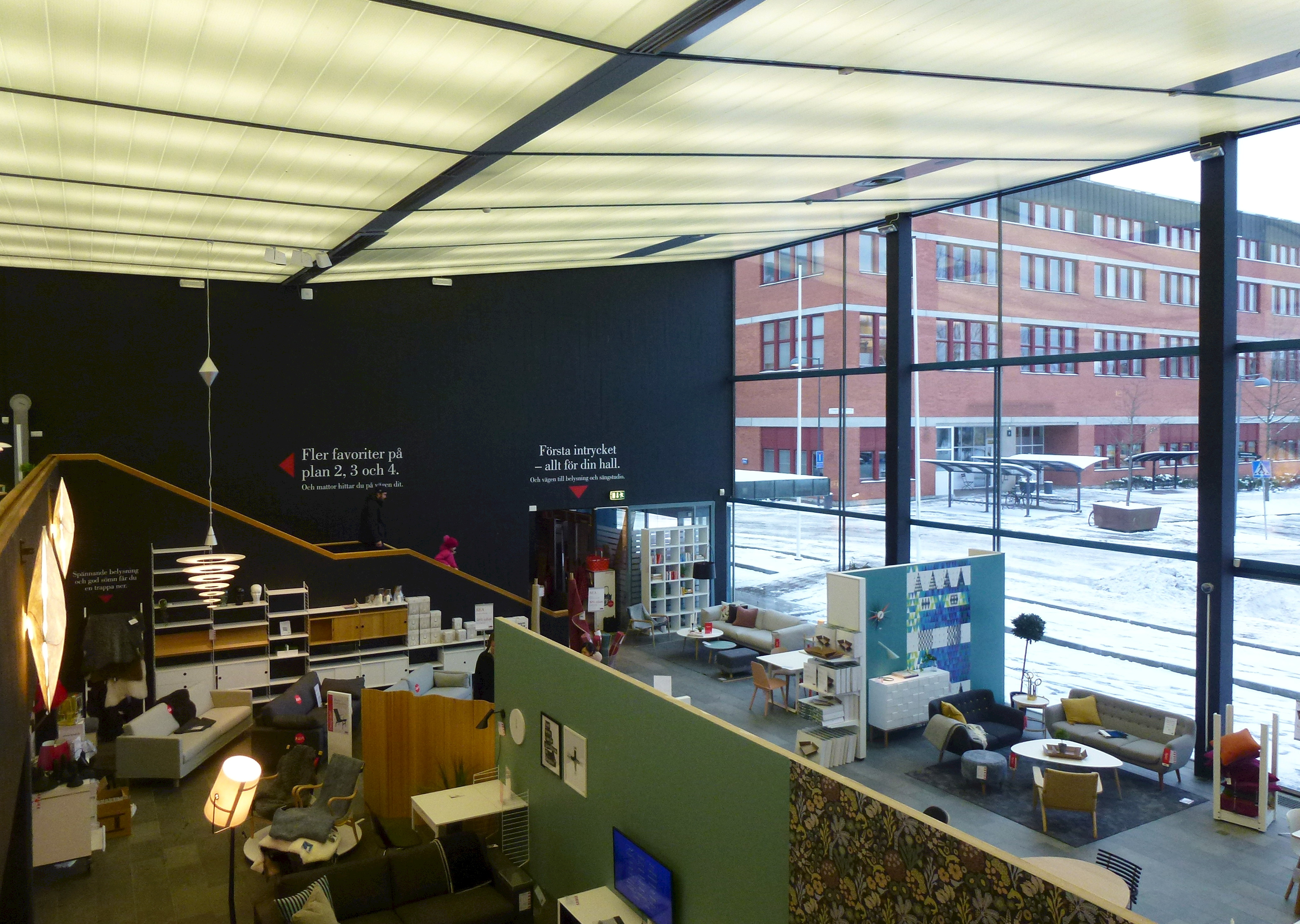
Expons utställningshall